# Cattedrale di Santa Caterina (Alessandria d'Egitto)
La cattedrale di Santa Caterina di Alessandria d'Egitto è la chiesa cattedrale del vicariato apostolico della città e al contempo la chiesa del locale convento francescano. La basilica neobarocca fu edificata nel 1847-1856 su progetto dell'architetto francescano Serafino da Baceno.

## Storia
I francescani sono presenti fin dal XVII secolo ad Alessandria, dove in particolare si prendevano cura dei pellegrini europei sulla via della Terra santa. Negli anni 1840 furono fondati nuovi edifici conventuali e una scuola. La nuova chiesa, una basilica classicista a cupola, fu concepita anche come cattedrale del vicariato apostolico, istituito nel 1839, e intitolata alla martire Caterina d'Alessandria. La dedicazione avvenne il 24 novembre 1850. Nel 1927, su progetto di Mario Avena, fu costruita l'odierna facciata di stile barocco romano.
Alla morte di Vittorio Emanuele III di Savoia, avvenuta il 28 dicembre 1947 in esilio nella città egiziana, il re d'Italia abdicatario fu sepolto «provvisoriamente» nella cattedrale, dietro l'altare maggiore. Le iniziative per la traslazione della salma nel Pantheon di Roma hanno incontrato forti resistenze tra i politici italiani nonostante le numerose richieste avanzate dall'Unione Monarchica Italiana. Tuttavia nella notte tra il 16 e il 17 dicembre 2017 la salma è stata tolta dalla cattedrale per essere portata in Italia, nel santuario di Vicoforte.
Fino agli anni 1950 vivevano ad Alessandria circa 70 000 cattolici italiani, e la cattedrale era visitata inoltre da francesi, maltesi e arabi convertiti. In conseguenza del nasserismo sono rimaste solo cinquanta famiglie cattoliche native, e la comunità dei fedeli si compone in massima parte di turisti.
Nel 2003 un padre francescano riscoprì presso la cattedrale la chiesa lungamente abbandonata, murata e dimenticata della scuola del convento, edificata più o meno nello stesso periodo. Custodisce affreschi con motivi insoliti.